# Aleksandr Dantsev
Aleksandr Alekseyevich Dantsev (tiếng Nga: Александр Алексеевич Данцев; sinh ngày 14 tháng 10 năm 1984) là một cầu thủ bóng đá người Nga hiện tại thi đấu ở vị trí hậu vệ trái cho F.K. Ural Sverdlovsk Oblast tại Giải bóng đá ngoại hạng Nga.

## Thống kê sự nghiệp

### Câu lạc bộ
Tính đến 13 tháng 5 năm 2018
| Câu lạc bộ          | Mùa giải            | Giải vô địch                | Giải vô địch | Giải vô địch | Cúp     | Cúp       | Châu lục | Châu lục  | Khác    | Khác      | Tổng cộng | Tổng cộng |
| Câu lạc bộ          | Mùa giải            | Hạng đấu                    | Số trận      | Bàn thắng    | Số trận | Bàn thắng | Số trận  | Bàn thắng | Số trận | Bàn thắng | Số trận   | Bàn thắng |
| ------------------- | ------------------- | --------------------------- | ------------ | ------------ | ------- | --------- | -------- | --------- | ------- | --------- | --------- | --------- |
| Rostselmash-2       | 2000                | PFL                         | 4            | 0            | –       | –         | –        | –         | –       | –         | 4         | 0         |
| Rostov              | 2000                | Giải bóng đá ngoại hạng Nga | 0            | 0            | 0       | 0         | 0        | 0         | –       | –         | 0         | 0         |
| Rostov              | 2001                | Giải bóng đá ngoại hạng Nga | 0            | 0            | 0       | 0         | –        | –         | –       | –         | 0         | 0         |
| Rostov              | 2002                | Giải bóng đá ngoại hạng Nga | 0            | 0            | 0       | 0         | –        | –         | –       | –         | 0         | 0         |
| Rostov              | 2003                | Giải bóng đá ngoại hạng Nga | 1            | 0            | 3       | 0         | –        | –         | 1       | 0         | 5         | 0         |
| Rostov              | 2004                | Giải bóng đá ngoại hạng Nga | 18           | 1            | 2       | 0         | –        | –         | –       | –         | 20        | 1         |
| Rostov              | 2005                | Giải bóng đá ngoại hạng Nga | 21           | 0            | 3       | 0         | –        | –         | –       | –         | 24        | 0         |
| Rostov              | 2006                | Giải bóng đá ngoại hạng Nga | 29           | 3            | 2       | 0         | –        | –         | –       | –         | 31        | 3         |
| Rostov              | 2007                | Giải bóng đá ngoại hạng Nga | 23           | 1            | 4       | 2         | –        | –         | –       | –         | 27        | 3         |
| Rostov              | Tổng cộng           | Tổng cộng                   | 92           | 5            | 14      | 2         | 0        | 0         | 1       | 0         | 107       | 7         |
| Khimki              | 2008                | Giải bóng đá ngoại hạng Nga | 5            | 0            | –       | –         | –        | –         | –       | –         | 5         | 0         |
| Luch-Energiya       | 2008                | Giải bóng đá ngoại hạng Nga | 14           | 0            | 0       | 0         | –        | –         | –       | –         | 14        | 0         |
| Luch-Energiya       | 2009                | FNL                         | 34           | 1            | 2       | 0         | –        | –         | –       | –         | 36        | 1         |
| Luch-Energiya       | 2010                | FNL                         | 36           | 0            | 3       | 0         | –        | –         | –       | –         | 39        | 0         |
| Luch-Energiya       | Tổng cộng           | Tổng cộng                   | 84           | 1            | 5       | 0         | 0        | 0         | 0       | 0         | 89        | 1         |
| Ural Yekaterinburg  | 2011–12             | FNL                         | 41           | 1            | 0       | 0         | –        | –         | –       | –         | 41        | 1         |
| Ural Yekaterinburg  | 2012–13             | FNL                         | 25           | 0            | 2       | 0         | –        | –         | –       | –         | 27        | 0         |
| Ural Yekaterinburg  | 2013–14             | Giải bóng đá ngoại hạng Nga | 22           | 0            | 1       | 0         | –        | –         | –       | –         | 23        | 0         |
| Ural Yekaterinburg  | 2014–15             | Giải bóng đá ngoại hạng Nga | 26           | 0            | 0       | 0         | –        | –         | 2       | 0         | 28        | 0         |
| Ural Yekaterinburg  | 2015–16             | Giải bóng đá ngoại hạng Nga | 23           | 0            | 2       | 0         | –        | –         | –       | –         | 25        | 0         |
| Ural Yekaterinburg  | 2016–17             | Giải bóng đá ngoại hạng Nga | 27           | 0            | 4       | 0         | –        | –         | –       | –         | 31        | 0         |
| Ural Yekaterinburg  | 2017–18             | Giải bóng đá ngoại hạng Nga | 11           | 0            | 1       | 0         | –        | –         | –       | –         | 12        | 0         |
| Ural Yekaterinburg  | Tổng cộng           | Tổng cộng                   | 175          | 1            | 10      | 0         | 0        | 0         | 2       | 0         | 187       | 1         |
| Tổng cộng sự nghiệp | Tổng cộng sự nghiệp | Tổng cộng sự nghiệp         | 360          | 7            | 29      | 2         | 0        | 0         | 3       | 0         | 392       | 9         |